# Pak Won-sun
Pak Won-sun, korejsky 박원순, vědeckou transkripcí Pak Wŏnsun, (26. března 1956 Čchangnjong – 9. července 2020 Soul) byl jihokorejský právník a politik, starosta Soulu za Demokratickou stranu od roku 2011 až do své smrti v roce 2020. Před svým politickým angažmá působil jako právník a aktivista. V červenci 2020 spáchal sebevraždu poté, co jej jeho bývalá sekretářka obvinila ze sexuálního obtěžování.

## Život
Pocházel z okresu Čchangnjŏng v provincii Jižní Kjongsang, střední školu ukončil v roce 1974. V roce 1975 začal studovat na Soulské státní univerzitě, za Pak Čong-huiovy diktatury byl však za účast na studentské demonstraci vyloučen a na čtyři měsíce uvězněn. Později vystudoval historii na univerzitě Tanguk. V roce 1980 složil právnické zkoušky a v letech 1982–1983 působil jako prokurátor v okrese Tegu. Po zbytek osmdesátých let vykonával v Soulu advokátní praxi, při které zastupoval i mnoho politických aktivistů. V roce 1992 vystudoval mezinárodní právo na London School of Economics, v roce 1993 působil jako hostující výzkumný pracovník na právnické fakultě Harvardovy univerzity. V roce 1994 založil v Jižní Koreji neziskovou organizaci Lidová solidarita za participativní demokracii (참여연대), která měla podporovat participativní demokracii a lidská práva, a několik dalších neziskových a charitativních organizací.
Od roku 2005 byl členem Komise pro pravdu a usmíření (진실 화해를 위한 과거사 정리 위원회), která se zabývá studiem porušování lidských práv v Koreji v období japonské okupace, korejské války a autoritářských režimů.
Jeho celoživotním tématem byla ženská práva. Jako právník v devadesátých letech vyhrál první případ, kdy byl někdo v Jižní Koreji odsouzen za sexuální obtěžování. Jako humanitární aktivista se zasazoval také o práva tzv. üanbu (comfort women), korejských sexuálních otrokyň japonské armády v době 2. světové války. Jako aktivista i starosta Soulu se dlouhodobě zasazoval o rovnost pohlaví. Byl také jedním z hlavních vlivných podporovatelů hnutí MeToo v Jižní Koreji a ženy, které promluvily o tom, že byly sexuálně zneužívány, v roce 2018 označil za „hrdinky“.

## Starosta Soulu
V roce 2011 byl zvolen starostou Soulu jako nezávislý kandidát s podporou liberální Demokratické strany (민주당) a levicové Demokratické strany práce (민주노동당). Členem Demokratické strany se stal v roce 2012, v roce 2014 byl zvolen podruhé a v roce 2018 (jako první starosta Soulu v historii) potřetí. Jeho třetí čtyřletý mandát měl vypršet v roce 2022.
Byl ostrým kritikem konzervativní prezidentky Pak Kun-hje, později zbavené funkce za korupci, a podílel se na demonstracích za její odvolání. Jako politik byl velmi populární, hovořilo se o něm jako o možném nástupci prezidenta Mun Če-ina v prezidentských volbách v roce 2022.
Ve své politické činnosti se soustředil zejména na mladé lidi, životní prostředí (den před svým úmrtím představil plán na dosažení uhlíkové neutrality města do roku 2050) a oživení města. Měl také zásadní podíl na rozvoji sdílené ekonomiky v Soulu.

## Smrt
8. července 2020 byl obviněn z údajného sexuálního obtěžování své bývalé sekretářky, k němuž mělo dojít v roce 2017, a následující den spáchal sebevraždu. Sexuální obtěžování mělo podle bývalé sekretářky spočívat v „nevyžádaném fyzickém kontaktu“ v pracovní době a v posílání fotografií ve spodním prádle a „nevhodných“ textových zpráv mimo pracovní dobu.